# Apalis porphyrolaema
Apalis porphyrolaema là một loài chim trong họ Cisticolidae.